# 櫻井富夫
櫻井 富夫（さくらい とみお、1939年11月27日 - 2019年4月3日）は、自由民主党所属の元茨城県議会議員。茨城県議会議長、全国都道府県議長会副会長を歴任。元自民党茨城県連副会長。茨城県石岡市出身。学校法人常総学院理事長。特別養護老人ホーム「シルトピア」理事長。元鹿島学園理事長。茨城県立土浦第一高等学校卒業。早稲田大学法学部中退。旭日小綬章受章。

## 鹿島学園背任問題
鹿島学園を経営していた1992年から1999年の時期に、不明朗な土地取得などにより巨額の負債を発生させ経営を圧迫したとして、鹿島学園の経営を引き継いだ、余湖三千雄（早慶外語ゼミ創業者）から背任で告訴された。後に敗訴が確定し、3億6000万円の支払いを命じられた。

## 県議会傍聴規制問題
2008年6月、都内在住の男性が自身のブログに、自身が6月定例県議会において撮影した、居眠りをする自民党の藤島正孝議員の写真を掲載し、「睡魔と闘おうともせず、開会宣言と同時に眠り始め、閉会宣言と共に起きた」「なんという無責任ジジイなのか」などと批判した。その後、当時県議会議長であった櫻井が、ブログへの写真掲載は「議会運営上、見過ごすことができない」などと主張して議院運営委員会に報告、9月8日に傍聴の際の身分証確認や写真撮影の制限などの項目が追加された傍聴規則が施行されることになった。このことは、在京メディアなどで批判的・揶揄的に報じられた。

## 栄典
- 2018年11月 秋の叙勲で地方自治功労により旭日小綬章を受章[10]。

## 脚註
1. ↑  県議会議員紹介 - 自由民主党茨城県支部連合会。2020年4月28日閲覧。
2. ↑  ［お偲び］ 櫻井富夫 氏（元茨城県議会議員、学校法人常総学院 理事長） - sogi.jp（2019年4月9日）2020年4月28日閲覧。
3. ↑  “歴代正副議長名簿”. www.pref.ibaraki.jp. 2021年4月28日閲覧。
4. ↑  「鹿島学園の前理事長ら告訴 不正現金授受、土地取得で」（読売新聞茨城版 朝刊（2000年7月1日）31面）、「前理事ら9人、背任や横領罪で告訴 「事実無根」と反論」（毎日新聞茨城版 朝刊（2000年7月1日）27面）、「横領告訴受け、保護者説明会」（毎日新聞茨城版 朝刊（2000年7月2日）27面）、「虚偽告訴などで、鹿島学園理事長らを告訴」（毎日新聞茨城版 朝刊（2000年7月11日）27面））
5. ↑  「鹿島学園旧経営陣敗訴 現常総学院理事長らに3億6000万円支払い命令」読売新聞茨城版 朝刊（2005年12月27日）27面）。判決文は「判例時報」2015号47頁に記載がある（判例ID 28142107）
6. ↑  茨城県総務企画委員会５〜藤島正孝自民党県議員、眠りの森の県議会議員〜 _Metropolitan Airport 2008年6月15日
7. ↑  「居眠り議員」伝えるブロガー　報じぬマスコミ_J-CASTテレビウォッチ 2008年9月9日
8. ↑  茨城県議会「反省の色なし」　またまた「居眠り議員」続出_J-CASTニュース 2008年9月9日
9. ↑  県議の「居眠り写真」ブログ掲載がきっかけ、茨城県議会が傍聴規制強化_マイナビニュース 2008年9月4日
10. ↑  “平成30年秋の叙勲 勲章受章者名簿” (PDF).  総務省. p. 5. 2025年5月14日閲覧。